# Nonouti
Nonouti és un atol i districte de Kiribati. L'atol es troba a les illes Gilbert del Sud, a 38 km al nord de Tabiteuea i a 250 km al sud de Tarawa. És el tercer atol més gran de les illes Gilbert i és l'illa on la religió catòlica romana es va establir per primera vegada a Kiribati, el 1888.

## Geografia
El costat oriental de l'atol és la principal massa terrestre permanent. Hi ha un illot al costat nord-oest anomenat Noumatong, que està deshabitat i està reservat com a santuari d'aus. La zona oriental està formada per petits illots i illes que formen una línia contínua.

### Pobles
Taboiaki és el poble més gran de Nonouti amb una població de 675 persones (cens del 2020). El poble de Matang és el centre administratiu i, com a tal, té millors infraestructures i instal·lacions; també és el segon poble més gran de Nonouti amb 537 persones, aproximadament una cinquena part de la població total. El poble de Benuaroa (nom combinat dels illots de Mataboou i Tebuange) tenia el menor nombre de residents, amb només 84 persones o el tres per cent del total.
L'oficina governamental de l'illa es troba al poble de Matang. El secretari de l'illa és el funcionari governamental de més alt rang de l'illa. L'expresident, Ieremia Tabai, és de Nonouti.
Nonuti acull set escoles primàries i una escola secundària, i és la seu de l'escola secundària George Eastman, gestionada de manera privada per l'Església Protestant de Kiribati.[1]
Les superfícies dels illots de Nonouti i les poblacions dels pobles són les següents:
| Població i superfície de Nonouti |                         |                               |          |
| Poble                            | Població (cens de 2010) | Àrea                          | Densitat |
| Abamakoro                        | 104                     | 185 hectàrees (457 acres)     | 0.6      |
| Benuaroa                         | 84                      | 108 hectàrees (267 acres)     | 0.8      |
| Teuabu                           | 269                     | 150 hectàrees (371 acres)     | 1.9      |
| Temanoku                         | 286                     | 562 hectàrees (1,389 acres)   | 0.9      |
| Rotuma                           | 405                     | 562 hectàrees (1,389 acres)   | 0.9      |
| Autukia                          | 112                     | 562 hectàrees (1,389 acres)   | 0.9      |
| Matang                           | 537                     | 811 hectàrees (2,004 acres)   | 1.5      |
| Taboiaki                         | 692                     | 811 hectàrees (2,004 acres)   | 1.5      |
| Temotu                           | 194                     | 138 hectàrees (341 acres)     | 1.4      |
| Total                            | 2683                    | 1,988 hectàrees (4,912 acres) | 1.3      |

## Història
L'illa va ser explorada per l'Expedició d'exploració dels Estats Units el 1841.
A finals del segle XIX, Nonouti va ser conquerida breument pel rei d'Abemama, Tembinok'. Aquest últim va ser expulsat de Nonouti per un vaixell de guerra britànic.
Els primers missioners catòlics van ser francesos amb seu a Tahití, que van arribar a l'illa de Nonouti, a principis de la dècada de 1880 i van començar a traduir textos i compilar diccionaris. Els primers sacerdots de les illes Gilbert, membres dels Missioners del Sagrat Cor, van deixar França el 1888 i van arribar a Nonouti el 10 de maig de 1888. Van arribar i van trobar un nombre considerable de gilbertesos que ja estaven exposats a l'Evangeli. Molts dels nadius gilbertesos havien estat portats per blackbirding a la dècada de 1870 per treballar en plantacions en altres illes del Pacífic, on van ser rebuts per missioners protestants. Dos d'aquests treballadors, Betero i Tiroi, van tornar a Nonouti i van instruir la gent local sobre el cristianisme. Van construir esglésies, on la gent es reunia cada diumenge per cantar himnes i recitar oracions. En el moment de l'arribada dels Missioners del Sagrat Cor, Betero i Tiroi ja havien batejat 560 persones i n'instruïen 600 més.
A prop d'on van arribar els primers missioners catòlics el 1888, just darrere de l'absis de l'església catòlica del poble de Taboiaki, hi ha les sis tombes d'importants missioners estrangers i persones de l'església catòlica. Davant d'aquesta església catòlica hi ha la maneaba més gran de Kiribati coneguda com a Aake Maneaba.
L'oficina de correus de Nonouti va obrir al voltant de 1923.